# Louis-Ferdinand von Rayski
Pour les articles homonymes, voir Rayski.
Louis-Ferdinand von Rayski (23 octobre 1806 – 23 octobre 1890) est un peintre saxon, notable pour ses portraits.
De 1816 à 1821, il étudie à Dresde, et entre 1823 et 1825 à Düsseldorf. Il commence sa carrière professionnelle en 1829, travaillant pour des nobles de Hanovre ou de Silésie, dans un style académique. Il a voyagé à Paris en 1834-1835 où il étudie les peintures d'Eugène Delacroix, Théodore Géricault et Antoine-Jean Gros.

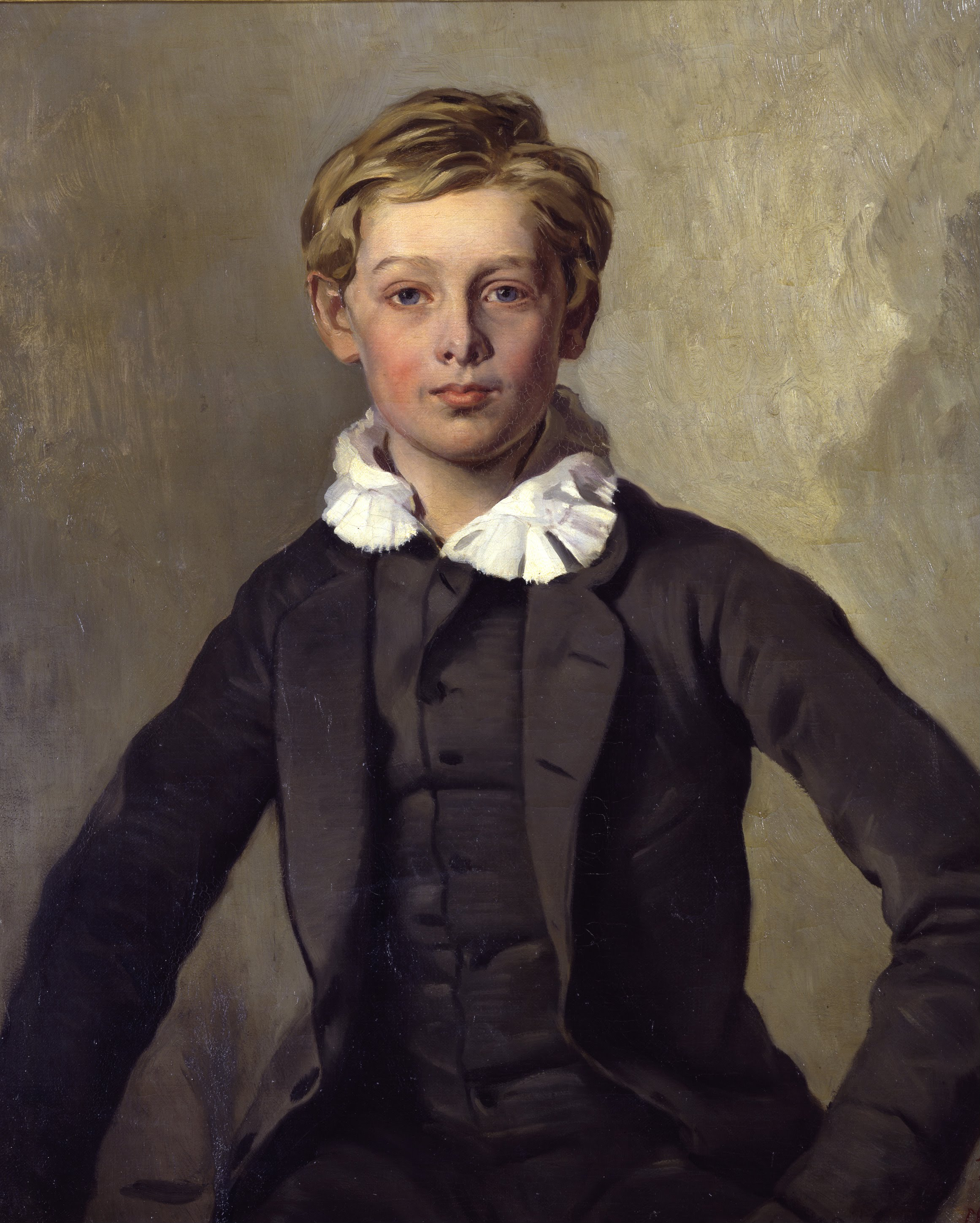
Portrait de Haubold von Einsiedel par Ferdinand von Rayski
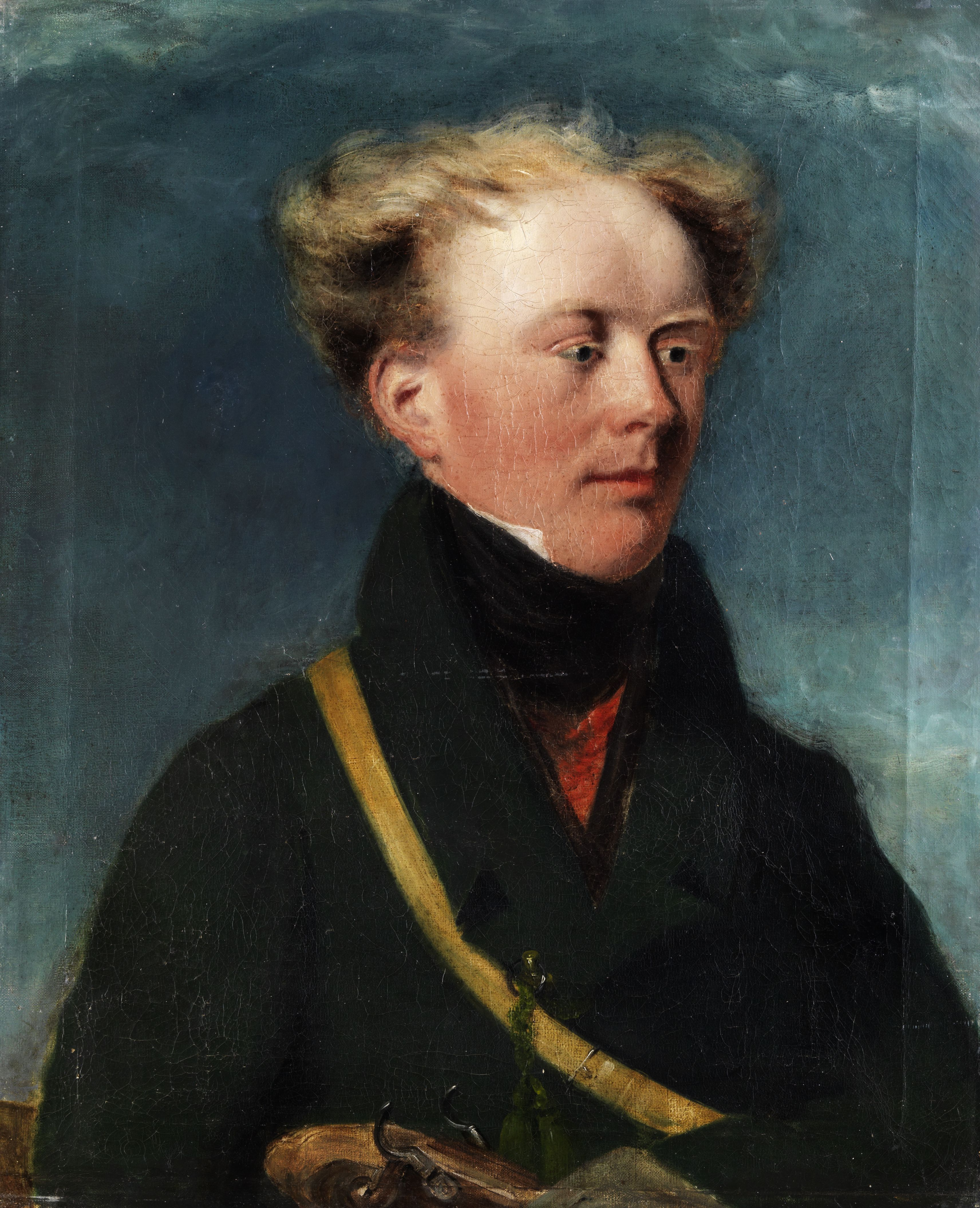
Portrait d'Eugen von Bardeleben (1797–1884)
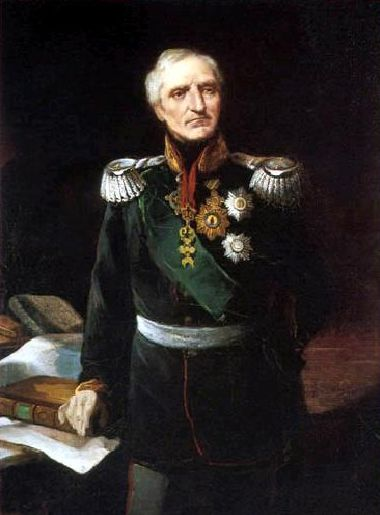
Portrait de Johann von Sachsen